# Mutterschutz
Mutterschutz ist die Summe gesetzlicher Vorschriften zum Schutz von Mutter und Kind vor und nach der Entbindung. Dazu gehören Beschäftigungsverbote vor und nach der Geburt, ein besonderer Kündigungsschutz für Mütter sowie Entgeltersatzleistungen während des Beschäftigungsverbotes (Mutterschaftsgeld) und darüber hinaus (Elterngeld).

## Übereinkommen Nr. 183 der IAO über den Mutterschutz
Das Übereinkommen Nr. 183 der Internationalen Arbeitsorganisation (IAO), in Kraft getreten 2002, gibt den Vertragsstaaten Mindeststandards des Mutterschutzes vor. Es ersetzt das Übereinkommen Nr. 103 über den Mutterschutz von 1952.
Das Übereinkommen gewährt allen unselbstständig beschäftigten Frauen, einschließlich denjenigen, die in atypischen Formen abhängiger Arbeit tätig sind, einen Mutterschutz von mindestens 14 Wochen. Des Weiteren enthält das Übereinkommen Nr. 183 Normen zum Gesundheitsschutz, zum Urlaub im Falle von Krankheit oder Komplikationen, zu Geld- und medizinischen Leistungen, zum Beschäftigungsschutz und zur Nichtdiskriminierung sowie zum Schutz stillender Mütter. Es führt durch einen Verweis auf die innerstaatliche Gesetzgebung und Praxis eine verstärkte Flexibilität ein, mit dem Ziel, eine größere Anzahl von Ratifikationen zu erreichen.
Gemäß Artikel 2 des Übereinkommens gilt es für alle unselbstständig beschäftigten Frauen. Artikel 3 verlangt von den Mitgliedstaaten, dass sie, nach Anhörung der repräsentativen Arbeitgeber- und Arbeitnehmerverbände, durch geeignete Maßnahmen sicherstellen, dass schwangere oder stillende Frauen nicht gezwungen sind, Arbeiten zu verrichten, die für die Gesundheit der Mutter oder des Kindes schädlich sind oder eine erhebliche Gefahr für deren Gesundheit darstellen. Artikel 4 schreibt vor, dass jede Frau, auf die das Übereinkommen Anwendung findet, Anspruch auf einen mindestens vierzehnwöchigen Mutterschaftsurlaub hat. Dazu gehört ein sechswöchiger obligatorischer Urlaub nach der Entbindung, soweit auf innerstaatlicher Ebene von der Regierung und den repräsentativen Verbänden der Arbeitgeber und der Arbeitnehmer nichts anderes vereinbart wird. Gemäß Artikel 5 muss im Falle von Krankheit, Komplikationen oder der Gefahr von Komplikationen als Folge der Schwangerschaft oder der Entbindung ein Urlaub gewährt werden.
Artikel 6 regelt die Gewährung von Geld- oder Sachleistungen während des Urlaubs. Diese müssen den Unterhalt der Frau und des Kindes in einwandfreien gesundheitlichen Verhältnissen und bei angemessener Lebenshaltung gewährleisten. Frauen, welche die Anspruchsvoraussetzungen für Geldleistungen nicht erfüllen, müssen Leistungen aus der staatlichen Sozialhilfe erhalten. Zudem haben Mutter und Kind Anspruch auf ärztliche Leistungen, einschließlich Betreuung vor, während und nach der Entbindung und erforderlichenfalls Krankenhauspflege. Die Kosten dieser Leistungen dürfen grundsätzlich nicht dem Arbeitgeber auferlegt werden. Artikel 7 führt eine Flexibilitätsklausel zu Gunsten von Ländern ein, deren Wirtschaft und System der sozialen Sicherheit unzureichend entwickelt sind.
Artikel 8 des Übereinkommens ist auf einen genügenden Beschäftigungsschutz gerichtet. Danach darf das Arbeitsverhältnis einer Frau während ihrer Schwangerschaft, des Mutterschaftsurlaubs oder während des Urlaubs im Fall einer Krankheit oder von Komplikationen sowie während eines durch die innerstaatliche Gesetzgebung vorzuschreibenden Zeitraums nach ihrer Rückkehr an den Arbeitsplatz nicht gekündigt werden. Ausnahmen können nur unter der Voraussetzung geltend gemacht werden, dass Gründe vorliegen, die mit der Schwangerschaft, der Geburt oder dem Stillen nicht zusammenhängen. Artikel 9 verpflichtet die Mitgliedstaaten, Maßnahmen zu treffen, um sicherzustellen, dass Mutterschaft keinen Grund für eine Diskriminierung in der Beschäftigung darstellt. Artikel 10 garantiert der Frau das Recht auf eine oder mehrere tägliche Pausen oder auf eine tägliche Verkürzung der Arbeitszeit zum Stillen ihres Kindes. Diese Stillpausen sind als Arbeitszeit anzurechnen und entsprechend zu bezahlen.
Im November 2011 hatten 18 Staaten das Übereinkommen ratifiziert, darunter 12 Staaten der Europäischen Union: Bulgarien, Italien, Lettland, Litauen, Luxemburg, Niederlande, Österreich, Rumänien, Slowakei, Slowenien, Ungarn und Zypern. In der Schweiz stimmte der Nationalrat im September 2012 als erste der beiden Parlamentskammern der Ratifizierung zu.
Deutschland, Österreich und die Schweiz haben außerdem die UN-Frauenkonvention ratifiziert.

## Europäisches Recht
Die Richtlinie 92/85/EWG über die Durchführung von Maßnahmen zur Verbesserung der Sicherheit und des Gesundheitsschutzes von schwangeren Arbeitnehmerinnen, Wöchnerinnen und stillenden Arbeitnehmerinnen am Arbeitsplatz betrifft auch den Mutterschaftsurlaub und die Diskriminierung am Arbeitsplatz. Die Gesetzgebung zur Gleichbehandlung in Arbeits- und Beschäftigungsfragen schützt zusätzlich vor Diskriminierung aufgrund von Schwangerschaft.
Artikel 2 (7) der revidierten europäischen Gleichbehandlungs-Richtlinie (Richtlinie 2002/73/EG) vom 23. September 2002 bekräftigt den Schutz von Frauen im Mutterschutz:

„Frauen im Mutterschaftsurlaub haben nach Ablauf des Mutterschaftsurlaubs Anspruch darauf, an ihren früheren Arbeitsplatz oder einen gleichwertigen Arbeitsplatz unter Bedingungen, die für sie nicht weniger günstig sind, zurückzukehren, und darauf, dass ihnen auch alle Verbesserungen der Arbeitsbedingungen, auf die sie während ihrer Abwesenheit Anspruch gehabt hätten, zugute kommen.“

Am 3. Oktober 2008 schlug die Europäische Kommission eine Änderung der Richtlinie 92/85/EWG vor, die unter anderem eine Verlängerung des Mutterschutzurlaubes von 14 auf 18 Wochen vorsah. Einige Mitgliedsstaaten, darunter Deutschland, wehrten sich gegen eine Verlängerung des Mutterschutzurlaubes und warnten vor finanziellen Belastungen der Arbeitgeber und daraus resultierend vor Nachteilen für Frauen auf dem Arbeitsmarkt. Dessen ungeachtet sprach sich das Europäische Parlament am 20. Oktober 2010 sogar für eine Verlängerung auf 20 Wochen aus.
Auch die EU-Grundrechtecharta gewährleistet in Artikel 33 Absatz 2 den Mutterschutz, und die Europäische Sozialcharta gewährleistet es in Artikel 8.
Die Richtlinie 2010/41/EU zur Verwirklichung des Grundsatzes der Gleichbehandlung von Männern und Frauen, die eine selbständige Erwerbstätigkeit ausüben ersetzte die Richtlinie 86/613/EWG, „um insbesondere den Mutterschutz von selbständig erwerbstätigen Frauen zu verstärken und die Situation von Ehepartnern von selbständigen Erwerbstätigen zu verbessern.“

## Deutschland

### Mutterschutz in Anstellung, Studium und Ausbildung
In Deutschland ist der Mutterschutz für Arbeitnehmerinnen im Mutterschutzgesetz (MuSchG) festgelegt, das die Bedingungen für den Einsatz von schwangeren Frauen in einem Arbeitsverhältnis definiert. Für Beamtinnen, Richterinnen und Soldatinnen gelten in Deutschland besondere, aber inhaltlich dem MuSchG vergleichbare Mutterschutzverordnungen.
Die „Mutterschafts-Richtlinien“ des Gemeinsamen Bundesausschusses (G-BA) über die ärztliche Betreuung während der Schwangerschaft und nach der Entbindung dienen dagegen der ärztlichen Schwangerenvorsorge aller gesetzlich krankenversicherten Frauen, unabhängig von einer Erwerbstätigkeit, zur frühzeitigen Erkennung von Risikoschwangerschaften und Risikogeburten.
Das MuSchG wurde bis zu seiner Neufassung 2018 ergänzt durch die Verordnung zum Schutze der Mütter am Arbeitsplatz (MuSchArbV) zur Umsetzung der europäischen Mutterschutzrichtlinie von 1992. Sie verpflichtet den Arbeitgeber, für „jede Tätigkeit, bei der werdende oder stillende Mütter durch die chemischen Gefahrstoffe, biologischen Arbeitsstoffe, physikalischen Schadfaktoren, die Verfahren oder Arbeitsbedingungen nach Anlage 1 dieser Verordnung gefährdet werden können, Art, Ausmaß und Dauer der Gefährdung (zu) beurteilen. Die Pflichten nach dem Arbeitsschutzgesetz bleiben unberührt. Zweck der Beurteilung ist es, alle Gefahren für die Sicherheit und Gesundheit sowie alle Auswirkungen auf Schwangerschaft oder Stillzeit der betroffenen Arbeitnehmerinnen abzuschätzen und die zu ergreifenden Schutzmaßnahmen zu bestimmen.“ Diese Schutzmaßnahmen gehen häufig über die des allgemeinen Arbeitsschutzes hinaus, weil die Gesundheitsrisiken sowohl für die Mutter als auch für das Ungeborene berücksichtigt werden müssen. Beschäftigungsverbote, irreführend als Mutterschaftsurlaub bezeichnet, sind möglich.
Vom Beginn der Schwangerschaft bis zum Ablauf von vier Monaten nach der Entbindung ist die Kündigung des Arbeitsverhältnisses bis auf wenige Ausnahmen unzulässig. Die Frist für den Beginn des Kündigungsschutzes berechnet sich nach dem ärztlich attestierten, voraussichtlichen Tag der Niederkunft abzüglich 280 Tage.
Eine Ausnahme kann zum Beispiel vorliegen bei Insolvenz, bei der teilweisen Stilllegung des Betriebes (ohne die Möglichkeit der Umsetzung der Schwangeren auf einen anderen Arbeitsplatz) oder in Kleinbetrieben, wenn der Betrieb ohne qualifizierte Ersatzkraft nicht fortgeführt werden kann. Auch eine besonders schwere Pflichtverletzung durch die Frau kann im Einzelfall ausnahmsweise zu einer Kündigung berechtigen. Der Arbeitgeber muss in diesen besonderen Fällen aber zuerst bei der zuständigen Behörde beantragen, dass die Kündigung für zulässig erklärt wird. Erst nach der Zustimmung der Behörde kann er rechtswirksam kündigen.
Eine früher erklärte Kündigung ist unwirksam, sofern die Mutter innerhalb von drei Wochen Klage beim Arbeitsgericht einreicht. Ist diese Frist bereits verstrichen, wenn die Mutter von ihrer Schwangerschaft Kenntnis erhält, so kann sie einen Antrag auf nachträgliche Zulassung der Kündigungsschutzklage stellen, § 5 KSchG.
Nimmt die Mutter nach der Geburt des Kindes Elternzeit, so verlängert sich der Kündigungsschutz über die Frist des Mutterschutzgesetzes hinaus bis zum Ablauf der Elternzeit.
Der Mutterschutz beginnt sechs Wochen vor der Geburt bzw. vor dem errechneten Geburtstermin (EGT). Werdende Mütter dürfen in den letzten sechs Wochen vor der Entbindung nicht arbeiten, es sei denn, dass sie sich ausdrücklich dazu bereit erklären. Nach der Niederkunft dürfen die Wöchnerinnen bis zum Ablauf von acht Wochen nicht beschäftigt werden.
Bei Früh- und Mehrlingsgeburten oder einem behinderten Kind wird diese Zeit auf zwölf Wochen ausgedehnt. Insgesamt betragen die Mutterschutzfristen (vor und nach der Geburt) zusammen mindestens 14 Wochen. Tage, die bei vorzeitiger Entbindung verloren gehen, werden an die acht- bzw. zwölfwöchige Schutzfrist nach der Geburt „angehängt“.
Zudem wird in dem Gesetz das Verbot von Mehrarbeit (mehr als 8,5 Stunden pro Tag), Nacht- und Sonntagsarbeit festgelegt (§§ 4 bis 6 MuSchG).
Die nach dem Mutterschutzgesetz zu zahlenden Entgeltersatzleistungen wie insbesondere das Mutterschaftsgeld werden seit 2006 durch die Umlage U2 finanziert, ein verpflichtendes Ausgleichsverfahren für alle Arbeitgeber. Hierbei erstattet die Krankenkasse dem Arbeitgeber die zu zahlenden Bezüge.
Seit Juni 2025 gilt ein gestaffelter Mutterschutz nach Fehlgeburten.
| Zeitraum/ -punkt                                  | Vor der Schwanger- schaft         | Beginn der Schwanger- schaft                                                                                               | Mitteilung an den Arbeit- geber                                                                                            | restliche Zeit der Schwanger- schaft                                                                                       | restliche Zeit der Schwanger- schaft                                                                                       | restliche Zeit der Schwanger- schaft                                                                                       | restliche Zeit der Schwanger- schaft                                                                                       | restliche Zeit der Schwanger- schaft                                                                                       | 6 Wochen vor dem errechneten Geburtstermin                                                                                 | 6 Wochen vor dem errechneten Geburtstermin                                                                                 | Tag der Geburt | 8 Wochen nach der Geburt                                                                                                   | 8 Wochen nach der Geburt                                                                                                   | bis 4 Monate nach der Geburt                                                                                               | bis 4 Monate nach der Geburt                                                                                               | bis 4 Monate nach der Geburt                                                                                               | bis 4 Monate nach der Geburt                                                                                               | bis 12 Monate nach der Geburt                     | bis 12 Monate nach der Geburt                     | bis 12 Monate nach der Geburt                     | bis 12 Monate nach der Geburt                     | bis 12 Monate nach der Geburt                     | bis 12 Monate nach der Geburt                     | max. bis zur Vollendung des 3. Lebensjahrs (teilw. bis zur Vollendung des 8. Lebensjahrs) | max. bis zur Vollendung des 3. Lebensjahrs (teilw. bis zur Vollendung des 8. Lebensjahrs) | max. bis zur Vollendung des 3. Lebensjahrs (teilw. bis zur Vollendung des 8. Lebensjahrs) | max. bis zur Vollendung des 3. Lebensjahrs (teilw. bis zur Vollendung des 8. Lebensjahrs) | max. bis zur Vollendung des 3. Lebensjahrs (teilw. bis zur Vollendung des 8. Lebensjahrs) | max. bis zur Vollendung des 3. Lebensjahrs (teilw. bis zur Vollendung des 8. Lebensjahrs) | max. bis zur Vollendung des 3. Lebensjahrs (teilw. bis zur Vollendung des 8. Lebensjahrs) | max. bis zur Vollendung des 3. Lebensjahrs (teilw. bis zur Vollendung des 8. Lebensjahrs) | max. bis zur Vollendung des 3. Lebensjahrs (teilw. bis zur Vollendung des 8. Lebensjahrs) | max. bis zur Vollendung des 3. Lebensjahrs (teilw. bis zur Vollendung des 8. Lebensjahrs) | max. bis zur Vollendung des 3. Lebensjahrs (teilw. bis zur Vollendung des 8. Lebensjahrs) | max. bis zur Vollendung des 3. Lebensjahrs (teilw. bis zur Vollendung des 8. Lebensjahrs) | max. bis zur Vollendung des 3. Lebensjahrs (teilw. bis zur Vollendung des 8. Lebensjahrs) | max. bis zur Vollendung des 3. Lebensjahrs (teilw. bis zur Vollendung des 8. Lebensjahrs) | max. bis zur Vollendung des 3. Lebensjahrs (teilw. bis zur Vollendung des 8. Lebensjahrs) | max. bis zur Vollendung des 3. Lebensjahrs (teilw. bis zur Vollendung des 8. Lebensjahrs) | max. bis zur Vollendung des 3. Lebensjahrs (teilw. bis zur Vollendung des 8. Lebensjahrs) | max. bis zur Vollendung des 3. Lebensjahrs (teilw. bis zur Vollendung des 8. Lebensjahrs) | max. bis zur Vollendung des 3. Lebensjahrs (teilw. bis zur Vollendung des 8. Lebensjahrs) | max. bis zur Vollendung des 3. Lebensjahrs (teilw. bis zur Vollendung des 8. Lebensjahrs) | max. bis zur Vollendung des 3. Lebensjahrs (teilw. bis zur Vollendung des 8. Lebensjahrs) | max. bis zur Vollendung des 3. Lebensjahrs (teilw. bis zur Vollendung des 8. Lebensjahrs) | max. bis zur Vollendung des 3. Lebensjahrs (teilw. bis zur Vollendung des 8. Lebensjahrs) | max. bis zur Vollendung des 3. Lebensjahrs (teilw. bis zur Vollendung des 8. Lebensjahrs) | Wieder- einstieg in die Arbeit    | Kinder- erziehung                 | Nach der Kinder- erziehung        |
| Arbeitsentgelt und andere finanzielle Leistungen: | Nettogehalt x € / Monat § 611 BGB | Nettogehalt x € / Monat § 611 BGB                                                                                          | Nettogehalt x € / Monat § 611 BGB                                                                                          | Nettogehalt x € / Monat § 611 BGB                                                                                          | Nettogehalt x € / Monat § 611 BGB                                                                                          | Nettogehalt x € / Monat § 611 BGB                                                                                          | Nettogehalt x € / Monat § 611 BGB                                                                                          | Nettogehalt x € / Monat § 611 BGB                                                                                          | Mutterschaftsgeld: 13 € / Tag §§ 19-20 MuSchG                                                                              | Mutterschaftsgeld: 13 € / Tag §§ 19-20 MuSchG                                                                              | Mutterschaftsgeld: 13 € / Tag §§ 19-20 MuSchG                                                                              | Mutterschaftsgeld: 13 € / Tag §§ 19-20 MuSchG                                                                              | Mutterschaftsgeld: 13 € / Tag §§ 19-20 MuSchG                                                                              | | | | |                                                   |                                                   |                                                   |                                                   |                                                   |                                                   |                                                                                           |                                                                                           |                                                                                           |                                                                                           |                                                                                           |                                                                                           |                                                                                           |                                                                                           |                                                                                           |                                                                                           |                                                                                           |                                                                                           |                                                                                           |                                                                                           |                                                                                           |                                                                                           |                                                                                           |                                                                                           |                                                                                           |                                                                                           |                                                                                           |                                                                                           |                                                                                           |                                                                                           | Nettogehalt x € / Monat § 611 BGB | Nettogehalt x € / Monat § 611 BGB | Nettogehalt x € / Monat § 611 BGB |
| Arbeitsentgelt und andere finanzielle Leistungen: |                                   | Anspruch auf Entgeltfortzahlung, § 18 MuSchG                                                                               | Anspruch auf Entgeltfortzahlung, § 18 MuSchG                                                                               | Anspruch auf Entgeltfortzahlung, § 18 MuSchG                                                                               | Anspruch auf Entgeltfortzahlung, § 18 MuSchG                                                                               | Anspruch auf Entgeltfortzahlung, § 18 MuSchG                                                                               | Anspruch auf Entgeltfortzahlung, § 18 MuSchG                                                                               | Anspruch auf Entgeltfortzahlung, § 18 MuSchG                                                                               | Nettogehalt x € / Monat abzgl. Mutterschaftsgeld §§ 19-20 MuSchG                                                           | Nettogehalt x € / Monat abzgl. Mutterschaftsgeld §§ 19-20 MuSchG                                                           | Nettogehalt x € / Monat abzgl. Mutterschaftsgeld §§ 19-20 MuSchG                                                           | Nettogehalt x € / Monat abzgl. Mutterschaftsgeld §§ 19-20 MuSchG                                                           | Nettogehalt x € / Monat abzgl. Mutterschaftsgeld §§ 19-20 MuSchG                                                           | Elterngeld minimal 300 €, max. 1800 € §§ 1–6 BEEG                                                                          | Elterngeld minimal 300 €, max. 1800 € §§ 1–6 BEEG                                                                          | Elterngeld minimal 300 €, max. 1800 € §§ 1–6 BEEG                                                                          | Elterngeld minimal 300 €, max. 1800 € §§ 1–6 BEEG                                                                          | Elterngeld minimal 300 €, max. 1800 € §§ 1–6 BEEG | Elterngeld minimal 300 €, max. 1800 € §§ 1–6 BEEG | Elterngeld minimal 300 €, max. 1800 € §§ 1–6 BEEG | Elterngeld minimal 300 €, max. 1800 € §§ 1–6 BEEG | Elterngeld minimal 300 €, max. 1800 € §§ 1–6 BEEG | Elterngeld minimal 300 €, max. 1800 € §§ 1–6 BEEG |                                                                                           |                                                                                           |                                                                                           |                                                                                           |                                                                                           |                                                                                           |                                                                                           |                                                                                           |                                                                                           |                                                                                           |                                                                                           |                                                                                           |                                                                                           |                                                                                           |                                                                                           |                                                                                           |                                                                                           |                                                                                           |                                                                                           |                                                                                           |                                                                                           |                                                                                           |                                                                                           |                                                                                           |                                   |                                   |                                   |
| Arbeitsentgelt und andere finanzielle Leistungen: |                                   | | | | | | | | | Kindergeld 250 € / Monat, bzw. Kinderfreibetrag, §§ 31–32, 62–78 EStG                                                      | | | | | | | |                                                   |                                                   |                                                   |                                                   |                                                   |                                                   |                                                                                           |                                                                                           |                                                                                           |                                                                                           |                                                                                           |                                                                                           |                                                                                           |                                                                                           |                                                                                           |                                                                                           |                                                                                           |                                                                                           |                                                                                           |                                                                                           |                                                                                           |                                                                                           |                                                                                           |                                                                                           |                                                                                           |                                                                                           |                                                                                           |                                                                                           |                                                                                           |                                                                                           |                                   |                                   |                                   |
| Recht auf unbezahlte Freistellung:                |                                   | | | | | | | | | | Elternzeit, §§ 15–16 BEEG                                                                                                  | Elternzeit, §§ 15–16 BEEG                                                                                                  | Elternzeit, §§ 15–16 BEEG                                                                                                  | Elternzeit, §§ 15–16 BEEG                                                                                                  | Elternzeit, §§ 15–16 BEEG                                                                                                  | Elternzeit, §§ 15–16 BEEG                                                                                                  | Elternzeit, §§ 15–16 BEEG                                                                                                  | Elternzeit, §§ 15–16 BEEG                         | Elternzeit, §§ 15–16 BEEG                         | Elternzeit, §§ 15–16 BEEG                         | Elternzeit, §§ 15–16 BEEG                         | Elternzeit, §§ 15–16 BEEG                         | Elternzeit, §§ 15–16 BEEG                         | Elternzeit, §§ 15–16 BEEG                                                                 | Elternzeit, §§ 15–16 BEEG                                                                 | Elternzeit, §§ 15–16 BEEG                                                                 | Elternzeit, §§ 15–16 BEEG                                                                 | Elternzeit, §§ 15–16 BEEG                                                                 | Elternzeit, §§ 15–16 BEEG                                                                 | Elternzeit, §§ 15–16 BEEG                                                                 | Elternzeit, §§ 15–16 BEEG                                                                 | Elternzeit, §§ 15–16 BEEG                                                                 | Elternzeit, §§ 15–16 BEEG                                                                 | Elternzeit, §§ 15–16 BEEG                                                                 | Elternzeit, §§ 15–16 BEEG                                                                 | Elternzeit, §§ 15–16 BEEG                                                                 | Elternzeit, §§ 15–16 BEEG                                                                 | Elternzeit, §§ 15–16 BEEG                                                                 | Elternzeit, §§ 15–16 BEEG                                                                 | Elternzeit, §§ 15–16 BEEG                                                                 | Elternzeit, §§ 15–16 BEEG                                                                 | Elternzeit, §§ 15–16 BEEG                                                                 | Elternzeit, §§ 15–16 BEEG                                                                 | Elternzeit, §§ 15–16 BEEG                                                                 | Elternzeit, §§ 15–16 BEEG                                                                 | Elternzeit, §§ 15–16 BEEG                                                                 | Elternzeit, §§ 15–16 BEEG                                                                 |                                   |                                   |                                   |
| Recht auf Teilzeitarbeit:                         | § 8 TzBfG                         | § 8 TzBfG | § 8 TzBfG | § 8 TzBfG | § 8 TzBfG | § 8 TzBfG | § 8 TzBfG | § 8 TzBfG | § 8 TzBfG | § 8 TzBfG | | | | §§ 15–16 BEEG | §§ 15–16 BEEG | §§ 15–16 BEEG | §§ 15–16 BEEG | §§ 15–16 BEEG                                     | §§ 15–16 BEEG                                     | §§ 15–16 BEEG                                     | §§ 15–16 BEEG                                     | §§ 15–16 BEEG                                     | §§ 15–16 BEEG                                     | §§ 15–16 BEEG                                                                             | §§ 15–16 BEEG                                                                             | §§ 15–16 BEEG                                                                             | §§ 15–16 BEEG                                                                             | §§ 15–16 BEEG                                                                             | §§ 15–16 BEEG                                                                             | §§ 15–16 BEEG                                                                             | §§ 15–16 BEEG                                                                             | §§ 15–16 BEEG                                                                             | §§ 15–16 BEEG                                                                             | §§ 15–16 BEEG                                                                             | §§ 15–16 BEEG                                                                             | §§ 15–16 BEEG                                                                             | §§ 15–16 BEEG                                                                             | §§ 15–16 BEEG                                                                             | §§ 15–16 BEEG                                                                             | §§ 15–16 BEEG                                                                             | §§ 15–16 BEEG                                                                             | §§ 15–16 BEEG                                                                             | §§ 15–16 BEEG                                                                             | §§ 15–16 BEEG                                                                             | §§ 15–16 BEEG                                                                             | §§ 15–16 BEEG                                                                             | §§ 15–16 BEEG                                                                             | § 8 TzBfG                         | § 8 TzBfG                         | § 8 TzBfG                         |
| Besonderer Arbeitsschutz:                         |                                   | Mutterschutz, MuSchArbV (EG-Mutterschutz-Richtlinie)                                                                       | Mutterschutz, MuSchArbV (EG-Mutterschutz-Richtlinie)                                                                       | Mutterschutz, MuSchArbV (EG-Mutterschutz-Richtlinie)                                                                       | Mutterschutz, MuSchArbV (EG-Mutterschutz-Richtlinie)                                                                       | Mutterschutz, MuSchArbV (EG-Mutterschutz-Richtlinie)                                                                       | Mutterschutz, MuSchArbV (EG-Mutterschutz-Richtlinie)                                                                       | Mutterschutz, MuSchArbV (EG-Mutterschutz-Richtlinie)                                                                       | Mutterschutz, MuSchArbV (EG-Mutterschutz-Richtlinie)                                                                       | Mutterschutz, MuSchArbV (EG-Mutterschutz-Richtlinie)                                                                       | Mutterschutz, MuSchArbV (EG-Mutterschutz-Richtlinie)                                                                       | Mutterschutz, MuSchArbV (EG-Mutterschutz-Richtlinie)                                                                       | Mutterschutz, MuSchArbV (EG-Mutterschutz-Richtlinie)                                                                       | Mutterschutz, MuSchArbV (EG-Mutterschutz-Richtlinie)                                                                       | Mutterschutz, MuSchArbV (EG-Mutterschutz-Richtlinie)                                                                       | Mutterschutz, MuSchArbV (EG-Mutterschutz-Richtlinie)                                                                       | Mutterschutz, MuSchArbV (EG-Mutterschutz-Richtlinie)                                                                       |                                                   |                                                   |                                                   |                                                   |                                                   |                                                   |                                                                                           |                                                                                           |                                                                                           |                                                                                           |                                                                                           |                                                                                           |                                                                                           |                                                                                           |                                                                                           |                                                                                           |                                                                                           |                                                                                           |                                                                                           |                                                                                           |                                                                                           |                                                                                           |                                                                                           |                                                                                           |                                                                                           |                                                                                           |                                                                                           |                                                                                           |                                                                                           |                                                                                           |                                   |                                   |                                   |
| Beschäftigungsverbot:                             |                                   | | ggf. Beschäftigungsverbot gemäß §§ 3 bis 6 MuSchG                                                                          | ggf. Beschäftigungsverbot gemäß §§ 3 bis 6 MuSchG                                                                          | ggf. Beschäftigungsverbot gemäß §§ 3 bis 6 MuSchG                                                                          | ggf. Beschäftigungsverbot gemäß §§ 3 bis 6 MuSchG                                                                          | ggf. Beschäftigungsverbot gemäß §§ 3 bis 6 MuSchG                                                                          | ggf. Beschäftigungsverbot gemäß §§ 3 bis 6 MuSchG                                                                          | Mutterschutz, §§ 3 bis 6 MuSchG                                                                                            | Mutterschutz, §§ 3 bis 6 MuSchG                                                                                            | Mutterschutz, §§ 3 bis 6 MuSchG                                                                                            | Mutterschutz, §§ 3 bis 6 MuSchG                                                                                            | Mutterschutz, §§ 3 bis 6 MuSchG                                                                                            | | | | |                                                   |                                                   |                                                   |                                                   |                                                   |                                                   |                                                                                           |                                                                                           |                                                                                           |                                                                                           |                                                                                           |                                                                                           |                                                                                           |                                                                                           |                                                                                           |                                                                                           |                                                                                           |                                                                                           |                                                                                           |                                                                                           |                                                                                           |                                                                                           |                                                                                           |                                                                                           |                                                                                           |                                                                                           |                                                                                           |                                                                                           |                                                                                           |                                                                                           |                                   |                                   |                                   |
| Beschäftigungsverbot:                             | optional                          | gesetzlich vorgeschrieben (12 statt 8 Wochen bei Früh- und Mehrlingsgeburten oder ärztlich festgestellter Behinderung)     | gesetzlich vorgeschrieben (12 statt 8 Wochen bei Früh- und Mehrlingsgeburten oder ärztlich festgestellter Behinderung)     | gesetzlich vorgeschrieben (12 statt 8 Wochen bei Früh- und Mehrlingsgeburten oder ärztlich festgestellter Behinderung)     | gesetzlich vorgeschrieben (12 statt 8 Wochen bei Früh- und Mehrlingsgeburten oder ärztlich festgestellter Behinderung)     | ggf. Beschäftigungsverbot gemäß §§ 3 bis 6 MuSchG                                                                          | ggf. Beschäftigungsverbot gemäß §§ 3 bis 6 MuSchG                                                                          | ggf. Beschäftigungsverbot gemäß §§ 3 bis 6 MuSchG                                                                          | | | | | | | | | |                                                   |                                                   |                                                   |                                                   |                                                   |                                                   |                                                                                           |                                                                                           |                                                                                           |                                                                                           |                                                                                           |                                                                                           |                                                                                           |                                                                                           |                                                                                           |                                                                                           |                                                                                           |                                                                                           |                                                                                           |                                                                                           |                                                                                           |                                                                                           |                                                                                           |                                                                                           |                                                                                           |                                                                                           |                                                                                           |                                                                                           |                                                                                           |                                                                                           |                                   |                                   |                                   |
| Kündigungsschutz:                                 |                                   | § 17 MuSchG (der Kündigungsschutz besteht auch nach einer Fehlgeburt nach der 12. Schwangerschaftswoche für 4 Monate fort) | § 17 MuSchG (der Kündigungsschutz besteht auch nach einer Fehlgeburt nach der 12. Schwangerschaftswoche für 4 Monate fort) | § 17 MuSchG (der Kündigungsschutz besteht auch nach einer Fehlgeburt nach der 12. Schwangerschaftswoche für 4 Monate fort) | § 17 MuSchG (der Kündigungsschutz besteht auch nach einer Fehlgeburt nach der 12. Schwangerschaftswoche für 4 Monate fort) | § 17 MuSchG (der Kündigungsschutz besteht auch nach einer Fehlgeburt nach der 12. Schwangerschaftswoche für 4 Monate fort) | § 17 MuSchG (der Kündigungsschutz besteht auch nach einer Fehlgeburt nach der 12. Schwangerschaftswoche für 4 Monate fort) | § 17 MuSchG (der Kündigungsschutz besteht auch nach einer Fehlgeburt nach der 12. Schwangerschaftswoche für 4 Monate fort) | § 17 MuSchG (der Kündigungsschutz besteht auch nach einer Fehlgeburt nach der 12. Schwangerschaftswoche für 4 Monate fort) | § 17 MuSchG (der Kündigungsschutz besteht auch nach einer Fehlgeburt nach der 12. Schwangerschaftswoche für 4 Monate fort) | § 17 MuSchG (der Kündigungsschutz besteht auch nach einer Fehlgeburt nach der 12. Schwangerschaftswoche für 4 Monate fort) | § 17 MuSchG (der Kündigungsschutz besteht auch nach einer Fehlgeburt nach der 12. Schwangerschaftswoche für 4 Monate fort) | § 17 MuSchG (der Kündigungsschutz besteht auch nach einer Fehlgeburt nach der 12. Schwangerschaftswoche für 4 Monate fort) | § 17 MuSchG (der Kündigungsschutz besteht auch nach einer Fehlgeburt nach der 12. Schwangerschaftswoche für 4 Monate fort) | § 17 MuSchG (der Kündigungsschutz besteht auch nach einer Fehlgeburt nach der 12. Schwangerschaftswoche für 4 Monate fort) | § 17 MuSchG (der Kündigungsschutz besteht auch nach einer Fehlgeburt nach der 12. Schwangerschaftswoche für 4 Monate fort) | § 17 MuSchG (der Kündigungsschutz besteht auch nach einer Fehlgeburt nach der 12. Schwangerschaftswoche für 4 Monate fort) |                                                   |                                                   |                                                   |                                                   |                                                   |                                                   |                                                                                           |                                                                                           |                                                                                           |                                                                                           |                                                                                           |                                                                                           |                                                                                           |                                                                                           |                                                                                           |                                                                                           |                                                                                           |                                                                                           |                                                                                           |                                                                                           |                                                                                           |                                                                                           |                                                                                           |                                                                                           |                                                                                           |                                                                                           |                                                                                           |                                                                                           |                                                                                           |                                                                                           |                                   |                                   |                                   |
| Kündigungsschutz:                                 |                                   | | | | | | | | | | | | §§ 18–19 BEEG | | | | |                                                   |                                                   |                                                   |                                                   |                                                   |                                                   |                                                                                           |                                                                                           |                                                                                           |                                                                                           |                                                                                           |                                                                                           |                                                                                           |                                                                                           |                                                                                           |                                                                                           |                                                                                           |                                                                                           |                                                                                           |                                                                                           |                                                                                           |                                                                                           |                                                                                           |                                                                                           |                                                                                           |                                                                                           |                                                                                           |                                                                                           |                                                                                           |                                                                                           |                                   |                                   |                                   |

### Mutterschutz und Selbstständigkeit
Die EU-Richtlinie 2010/41/EU ist in Bezug auf den Mutterschutz für Selbständige noch nicht vollständig umgesetzt worden. Ob selbstständige Schwangere einen Anspruch auf Mutterschutz haben, ist von verschiedenen Faktoren und Fristen abhängig, wie der gesetzlichen Krankenversicherung mit Anrecht auf Krankengeld, einer Krankentagegeldversicherung oder der Mitgliedschaft in der Künstlersozialkasse. Die Gleichstellung selbstständiger Männer und Frauen wird in Deutschland somit noch nicht in allen Bereichen realisiert. Eine erfolgreiche Petition mit dem Titel „Mutterschutz für alle“ konnte 2022 Anstoß zu einer Debatte geben. Ministerin Lisa Paus hat Ende 2022 eine Reform angekündigt. Berechnungen zufolge ließe sich der Mutterschutz für Selbständige durch eine Umlage finanzieren, indem alle 3,6 Millionen Selbstständigen in Deutschland einen monatlichen Beitrag von 5,30 Euro einzahlen. Eine Umsetzung erfolgte bisher (Stand Juni 2025) nicht.

## Österreich
Auch in Österreich wurde mit Beginn der Industrialisierung in der zweiten Hälfte des 19. Jahrhunderts der Schutz von Arbeiterinnen sowohl in der Arbeiterklasse als auch in der bürgerlichen Frauenbewegung Gegenstand unterschiedlicher politischer Forderungen.
In Österreich ist als Rechtsgrundlage das Mutterschutzgesetz 1979 maßgeblich. Das MSchG regelt den besonderen Schutz schwangerer Arbeitnehmerinnen vor schädlichen Beschäftigungen, das individuelle und das generelle Beschäftigungsverbot, den besonderen Kündigungs- und Entlassungsschutz sowie den Anspruch auf Karenz (Elternurlaub) bis zum 2. Geburtstag des Kindes und auf Elternteilzeit bis zum 7. Geburtstag und den damit verbundenen abgestuften Kündigungs- und Entlassungsschutz. Die Regeln wurden 2011/2012 verschärft.

### Informationspflicht, besonderer Kündigungsschutz
Der Dienstgeber soll von der Schwangerschaft informiert werden, da mit seiner Kenntnis der besondere Kündigungsschutz für Schwangere (§ 4 MSchG) wirksam wird; dies ist jedoch nach der herrschenden Lehre eine bloße Obliegenheit der Schwangeren, deren Außerachtlassen lediglich bewirkt, dass der besondere Kündigungsschutz (noch) nicht wirksam wird und dass der Arbeitgeber (noch) nicht auf den besonderen Arbeitnehmerschutz verpflichtet werden kann. Die Information von der Schwangerschaft kann sogar im Falle einer Kündigung bis zu fünf Arbeitstage nachträglich erfolgen, womit eine bereits ausgesprochene Kündigung unwirksam wird (§ 10 MSchG).
Werdende Mütter unterliegen dem besonderen Kündigungs- und Entlassungsschutz: während der Schwangerschaft und bis 4 Monate nach der Geburt bedürfen Dienstgeberkündigungen sowie Entlassungen aus wichtigen Gründen zur Rechtswirksamkeit der ausdrücklichen Zustimmung des zuständigen Arbeits- und Sozialgerichts. Das Gericht hat bei seiner Zustimmung zu einer Entlassung aus wichtigem Grund den besonderen Gemütszustand der Schwangeren zu beachten (§ 12 Abs. 3 MSchG).
Nimmt die Mutter nach der Geburt des Kindes Karenz (Elternurlaub) oder Elternteilzeit in Anspruch, wirkt der Kündigungs- und Entlassungschutz weiter bis zum Ablauf von vier Wochen nach deren Ende. Allerdings tritt ab dem zweiten Lebensjahr des Kindes eine Lockerung in der Hinsicht ein, dass der Arbeitgeber betriebliche Erfordernisse als Kündigungsgrund heranziehen kann (§ 10 Abs. 4 MSchG).

### Besonderer Arbeitnehmerinnenschutz für Schwangere
Jeder Arbeitgeber hat laut ASchG eine Evaluierung nach dem Mutterschutzgesetz zu erstellen, in der der jeweilige Arbeitsplatz auf mögliche Gefahren für die Schwangere und/oder deren Leibesfrucht zu beurteilen ist (§ 2a MSchG). Die Evaluierung hat besonders jene Arbeitsplätze auszuweisen, an denen Arbeiten zu verrichten sind, mit denen Schwangere keinesfalls befasst werden dürfen (§ 4 MSchG – dies betrifft z. B. Arbeiten mit gesteigertem Arbeitstempo, Arbeiten unter Einwirkung von gesundheitsgefährdenden Stoffen oder Arbeiten auf Beförderungsmitteln). Schwangere sind sofort nach Bekanntgabe der Schwangerschaft an anderen, nicht gefährdenden Arbeitsplätzen einzusetzen. Die Versetzung darf nicht zu einer Schmälerung des Entgelts führen (§ 14 Abs. 3 MSchG). Für Schwangere gilt ein absolutes Verbot der Nachtarbeit von 20 Uhr bis 6 Uhr, von dem lediglich in bestimmten Fällen behördlich zu bewilligende Ausnahmen bis 22 Uhr in der Gastronomie und bis 23 Uhr in Kinos und Theatern (§ 6 MSchG) bestehen. Weitere Verbote gelten für Sonn- und Feiertagsarbeit (§ 7 MSchG) und für die Leistung von Überstunden (§ 8 MSchG). Die Überwachungsbehörde für den besonderen Arbeitnehmerinnenschutz ist das Arbeitsinspektorat.

### Beschäftigungsverbot
Für Schwangere gilt in den letzten acht Wochen vor der Entbindung das absolute Beschäftigungsverbot (§ 3 Abs. 1 MSchG). Arbeitgeber, die Schwangere trotz des absoluten Beschäftigungsverbots weiter arbeiten lassen, riskieren eine Verwaltungsstrafe von bis zu  3.630 € (§ 37 Abs. 1 MSchG). Der Beginn des absoluten Beschäftigungsverbots ist aufgrund einer ärztlichen Bestätigung über den voraussichtlichen Entbindungstermin zu berechnen (§ 3 Abs. 2 MSchG). Erfolgt die Entbindung früher oder später, verlängert oder verkürzt sich diese Frist entsprechend (§ 3 Abs. 2 MSchG). Nach der Entbindung gilt das absolute Beschäftigungsverbot für acht Wochen und verlängert sich bei Kaiserschnitt-, Früh- und Mehrlingsgeburten auf 12 Wochen nach der Entbindung; erfolgt die Entbindung vor dem errechneten Termin, verlängert sich diese Frist entsprechend, höchstens jedoch auf 16 Wochen (§ 5 Abs. 1 MSchG). Diese so genannte „Schutzfrist“ entspricht dem „Mutterschaftsurlaub“ der MutterschutzRL der EU. Wenn bestimmte medizinische Umstände vorliegen, die die Gesundheit der Mutter oder der Leibesfrucht bedrohen, und dies auch vom Amtsarzt oder vom medizinischen Dienst des Arbeitsinspektorats attestiert ist, kann bereits vor Beginn des absoluten Beschäftigungsverbots ein individuelles Beschäftigungsverbot eintreten (§ 3 Abs. 3 MSchG).

### Entgelt während des Beschäftigungsverbots
Dienstnehmerinnen bekommen während des individuellen und des absoluten Beschäftigungsverbots vom zuständigen Sozialversicherungsträger das Wochengeld. Dieses entspricht dem durchschnittlichen Nettoverdienst der letzten 13 Wochen (§ 162 Abs. 1 Allgemeines Sozialversicherungsgesetz). Falls im Falle einer Erkrankung oder Kurzarbeit in dieser Zeit ein geringeres Entgelt bezahlt wurde, verlängert sich der Zeitraum von 13 Wochen um ebendiese Zeiten.

## Schweiz
In einem Arbeitsverhältnis stehende Frauen erhalten seit dem 1. Juli 2005 nach der Erwerbsersatzordnung (EO) für die Dauer des Mutterschaftsurlaubs während 14 Wochen nach der Geburt eine Erwerbsausfallentschädigung. Insofern kennt die Schweiz keine allgemeine Mutterschaftsversicherung, denn die Mutterschaftsentschädigung schließt teilweise nichterwerbstätige Mütter aus. Im Arbeitsgesetz (ArG Art. 35a) wird festgehalten, dass Wöchnerinnen während 8 Wochen nach der Niederkunft nicht arbeiten dürfen. Den Schutz schwangerer oder stillender Frauen vor gefährlichen und beschwerlichen Arbeiten regelt ergänzend zum Arbeitsgesetz die Schweizer Mutterschutzverordnung.

## Finnland
In Finnland besteht Anspruch auf Mutterschafts-, Vaterschafts- und Elternschaftsgeld. Diese Bezüge werden über die Beiträge zur Krankenversicherung sowie durch staatliche Zuschüsse finanziert und durch örtliche Sozialversicherungsbüros verwaltet. Sie unterliegen der Steuerpflicht. Je nach Tarifvertrag bestehen zusätzlich Ansprüche auf Lohnfortzahlung gegen den Arbeitgeber für die Dauer des Mutterschaftsurlaubs (Stand: 2012).

## Frankreich
In Frankreich hat die Schwangere Anspruch auf Mutterschaftsurlaub, der in der Regel insgesamt 16 Wochen beträgt. Während der Schwangerschaft und in der Zeit danach, vor allem aber im Zeitraum der Entbindung, genießt sie außerdem umfassenden besonderen Kündigungsschutz.
Mutter- und Vaterschaftsgeld wird von der Sozialversicherung (sécurité sociale) bezahlt; die Finanzierung anderer Maßnahmen der Familienpolitik geschieht über die Familienkasse (caisse d’allocations familiales, CAF). Der Geltungsbereich des Mutterschutzes umfasst alle Frauen, die in einem Arbeitsverhältnis stehen und selbst versichert sind.

## Schweden
In Schweden besteht eine Elternversicherung (föräldraförsäkring) für die Finanzierung von Schwangerschaftsgeld (havandeskapspenning), Elternschaftsgeld (föräldrapenning) für Mütter und Väter und zeitweiliges Elternschaftsgeld (tillfällig föräldrapenning). Die Finanzierung geschieht über Sozialversicherungsbeiträge. Mehrkindfamilien erhalten eine zusätzliche Unterstützung.

## Slowenien
In der Republik Slowenien sichert die Elternschaftsversicherung den Elternurlaub (Mutterschaftsurlaub, Erziehungsurlaub, Vaterschaftsurlaub, Adoptivelternurlaub) und die entsprechenden Leistungen für die Eltern (Mutterschaftsgeld, Erziehungsgeld, Vaterschaftsgeld, Adoptivelterngeld) ab, und zwar unter anderem für Arbeitnehmer, Selbständige, Landwirte.

## Umgehen des Mutterschutzes
Durch Abhängigkeitsverhältnisse außerhalb des Arbeitsrechts wird zuweilen das Recht auf Mutterschutz umgangen. Dies betrifft insbesondere die Schwarzarbeit, aber auch Formen der neuen Selbständigkeit, Scheinselbstständigkeit sowie die Abgeltung der Forschungsleistung von Nachwuchswissenschaftlerinnen durch Stipendien.

## Geschichte
Deutschland, Österreich und die Schweiz gehörten zu den ersten Ländern Europas, die Regelungen zum Mutterschutz einführten. Ein Beschäftigungsverbot für Frauen nach der Geburt eines Kindes („Wöchnerinnenschutz“) wurde in der Schweiz 1877, in Deutschland 1878 und in Österreich 1885 eingeführt. 1917 gehörten die drei Staaten zu jenen neun europäischen Staaten, die bereits mehr als vier Wochen Beschäftigungsverbot gesetzlich verankert hatten.

### Geschichte des Mutterschutzes in der Schweiz
Bereits 1867 wurde ein sechswöchiges Beschäftigungsverbot für Wöchnerinnen nach der Entbindung im Schweizer Kanton Glarus erlassen. Zugleich traten dort eine zwölfstündige Maximalarbeitszeit in Fabriken sowie ein Nachtarbeitsverbot in Kraft. Durch eine Verfassungsänderung im Jahr 1874 ging die zuvor kantonale Zuständigkeit für arbeitsrechtliche Belange an den Bund, der nach dreijährigen Verhandlungen 1877 das eidgenössische Fabrikgesetz beschloss. Das Fabrikgesetz war zu seiner Zeit das weitreichendste Arbeitsschutzgesetz des europäischen Kontinents, es orientierte sich teilweise an dem Glarner Vorgänger. Schwangeren und entbundenen Frauen wurde ein achtwöchiges Beschäftigungsverbot zugestanden, davon mussten sechs Wochen nach der Entbindung liegen. Für einzelne Industrie- und Fabrikationszweige galt ein absolutes Beschäftigungsverbot für Schwangere. Da die Bestimmungen nur für fabrikmäßig betriebene Gewerbe galten, verfügten einzelne Kantone vier- bis sechswöchige allgemeine Beschäftigungsverbote für Wöchnerinnen.
Fehlende Lohnersatzleistungen führten jedoch dazu, dass die Schutzfristen in vielen Fällen nicht eingehalten wurden. Forderungen nach Lohnersatz und Mutterschaftskassen kamen von den Ende der 1880er- und zu Beginn der 1890er-Jahre gegründeten Arbeiterinnenvereinen und bürgerlichen Frauenvereinen. Ein 1912 per Volksabstimmung beschlossenes Kranken- und Unfallversicherungsgesetz sah zwar sechs Wochen Krankengeld für Wöchnerinnen vor und der Staat gewährte stillenden Müttern für weitere vier Wochen Stillgeld, da es noch keine Pflichtversicherung gab, wirkte sich diese Verbesserung jedoch nicht auf alle Mütter aus. Die Kosten, die im Fall eines Lohnersatzes für alle Mütter entstanden wären, waren der Grund, warum die Schweiz 1921 das Washingtoner Übereinkommen über die Beschäftigung von Frauen vor und nach der Niederkunft nicht ratifizierte. Darin waren das Recht auf Arbeitseinstellung sechs Wochen vor dem Geburtstermin, ein sechswöchiges Beschäftigungsverbot für Wöchnerinnen, staatliche Transferleistungen, Stillpausen und ein Kündigungsschutz während der Arbeitsunterbrechung vorgesehen. Pläne zum weiteren Ausbau der Schweizer Mutterschaftsversicherung im Rahmen der Kranken- und Unfallversicherung wurden zugunsten der 1947 eingeführten Alters- und Hinterbliebenenversicherung zurückgestellt. Für einen im November 1945 per Volksabstimmung erteilten Verfassungsauftrag an den Bund, eine Mutterschaftsversicherung einzuführen, fehlte es zur Umsetzung am politischen Willen.
Das Obligationenrecht (OR) sieht seit 1989 einen Kündigungsschutz während der Schwangerschaft sowie 16 Wochen nach der Niederkunft vor.
Nach erfolglosen Initiativen wie der Eidgenössischen Volksinitiative «für einen wirksamen Schutz der Mutterschaft» 1980 wurde erst bei der Volksabstimmung vom 26. September 2004 die Vorlage für eine Mutterschaftsentschädigung vom Schweizer Stimmvolk angenommen.

### Geschichte des Mutterschutzes in Deutschland
Als bei der Errichtung des Deutschen Reiches die Gewerbeordnung des Norddeutschen Bundes aus 1869 übernommen wurde, fanden sich darin keine Regelungen zum Schwangeren- oder Wöchnerinnenschutz. Kamen in Österreich und der Schweiz die ersten Forderungen nach Arbeitsschutzbestimmungen für Frauen hauptsächlich von Ärzten, Arbeiterinnen und (in der Schweiz) auch von Pfarrern, so war es in Deutschland eine Allianz aus Wissenschaftlern. Diese gründeten 1872 den Verein für Socialpolitik, der sich für Schutzbestimmungen für die in Fabriken beschäftigten Frauen und Minderjährigen einsetzte. Aufgrund deren Eingaben an den Reichskanzler sowie eines Antrags des Reichstages fanden 1874 und 1875 zwei Enqueten statt, deren erste sich mit der Situation von arbeitenden Frauen und ihren Kindern befasste und zur Grundlage der 1878 verabschiedeten Gewerbeordnungsnovelle wurde. In dieser wurde für Wöchnerinnen ein dreiwöchiges Beschäftigungsverbot nach der Geburt festgelegt und der Bundesrat ermächtigt, ein Nachtarbeitsverbot und ein Beschäftigungsverbot für mit gesundheitlichen oder sittlichen Gefahren verbundene Arbeiten zu erlassen.
Ein Anspruch auf Lohnersatz entstand erstmals mit dem Krankenversicherungsgesetz 1883, das ein Wochengeld in der Höhe des Krankengeldes (50 % des Taglohnes) für die Dauer des Beschäftigungsverbotes vorsah. In den 1880er-Jahren gab es Initiativen zur Ausdehnung des Wöchnerinnenschutzes, die jedoch am Widerstand Bismarcks scheiterten. Nach dessen Entlassung im Jahr 1890 kam es 1891 zu einer Gewerbeordnungsnovelle, mit der das Beschäftigungsverbot nach der Geburt auf vier Wochen ausgedehnt wurde. Diese Dauer der Schutzfrist hatte Deutschland auf der Internationalen Arbeiterschutzkonferenz in Berlin 1890 gefordert. Darüber hinaus wurden zwei weitere Wochen festgelegt, in denen die Arbeit nur mit ärztlicher Erlaubnis fortgesetzt werden durfte. Die 1910 in Kraft getretenen Gewerbeordnungsnovelle von 1908 orientierte sich am eidgenössischen Fabrikgesetz von 1877 (acht Wochen, wovon mindestens sechs nach der Entbindung liegen mussten). Angleichungen der Dauer des Wochengeldbezuges hinkten hinterher. So wurde die Bezugsdauer 1892 auf vier, 1903 auf sechs Wochen verlängert. Mit der Reichsversicherungsverordnung von 1911 wurden Büroangestellte, Heim- und Wanderarbeiterinnen und Dienstbotinnen in den Kreis der Pflichtversicherten aufgenommen und der Wochengeldbezug auf acht Wochen erhöht. Für den Wochengeldbezug musste die Wöchnerin innerhalb des letzten Jahres vor der Geburt sechs Monate versichert gewesen sein.
Seit der Jahrhundertwende war die Debatte um den Mutterschutz und dessen Finanzierung vor allem von Frauenverbänden geführt worden ‒ im Gegensatz zu Österreich auch von den bürgerlichen. Unter anderem Bund Deutscher Frauenvereine und der Verband Fortschrittlicher Frauenvereine forderten in Petitionen an das Parlament und die Regierung eine Verlängerung der Schutzfristen, eine staatliche Mutterschaftsversicherung und eine Anhebung des Wochengeldes auf den vollen Taglohn. Auf eine staatliche Mutterschaftsversicherung drängte besonders der Bund für Mutterschutz. Die Sozialdemokraten befürworteten hingegen die Finanzierung über die Krankenkassen und forderten einen besseren Schutz für schwangere, entbundene und stillende Frauen und eine Verlängerung der Schutzfristen vor und nach der Entbindung.
Während des Ersten Weltkriegs wurde die „Reichswochenhilfe“ eingeführt, wonach auch Frauen, deren Männer Kriegsdienst leisteten, Anspruch auf die finanziellen Leistungen hatten. Diese umfassten eine Beihilfe für Hebammendienste, einen Entbindungsbeitrag, Wochengeld für acht Wochen (wovon mindestens sechs nach der Entbindung liegen mussten) und für stillende Mütter bis zur zwölften Woche Stillgeld. Gleichzeitig wurden jedoch durch die Notverordnung vom 4. August 1914 die Arbeitsschutzbestimmungen eingeschränkt, weshalb es bis zu deren Aufhebung 1918 öfter zum Unterlaufen des Beschäftigungsverbotes kam.
Trotz Drängen von Gewerkschaften, Frauenverbänden und sozialreformerischer Kreise auf Ausbau des Mutterschutzgesetzes kam es erst 1926 zu einer Entschließung des Reichstages, das Washingtoner Übereinkommen über die Beschäftigung von Frauen vor und nach der Niederkunft in den Gesetzen zu berücksichtigen. Das Mutterschutzgesetz wurde 1927 gegen den Widerstand der Industrie beschlossen. Mit Ausnahme der der Land-, Forst- oder Hauswirtschaft beschäftigten Frauen wurden die Schutzbestimmungen auf alle versicherungspflichtigen Arbeitnehmerinnen ausgedehnt, ein Kündigungsschutz wurde eingeführt und den Schwangeren das Recht zugestanden, sechs Wochen vor der Entbindung die Arbeit einzustellen. Wöchnerinnen konnten im Anschluss an das sechswöchige Beschäftigungsverbot weitere sechs Wochen der Arbeit fernbleiben, ebenso wurden Stillpausen ermöglicht. Allerdings lag das Wochengeld selbst nach einer Änderung der Reichsversicherungsverordnung 1929 noch deutlich unter dem Arbeitslohn, weshalb die Möglichkeiten der Arbeitsniederlegung oder der Stillpausen kaum genutzt wurden.
Im Nationalsozialismus dauerte es trotz dessen familien- und bevölkerungspolitischer Ausrichtung bis 1941, bis vom Reichsarbeitsministerium ein Entwurf für ein nationalsozialistisches Mutterschutzgesetz vorgelegt wurde, das auf den Erhalt der „Wehrkraft“ des Volkes und die Erhöhung der Bereitschaft von Frauen zu Arbeiten in der Rüstungsindustrie abzielte. Langfristig sollte eine Basis geschaffen werden, mit der Mütter gänzlich von der Erwerbsarbeit ferngehalten und ganz ihrer Familie zugeführt werden konnten. Mit dem am 1. Juli 1942 in Kraft getretenen Gesetz über den Schutz der erwerbstätigen Mutter:321 wurde der Geltungsbereich auf Landarbeiterinnen ausgedehnt und die Schutzfrist für stillende Mütter verlängert. Das Wochengeld für krankenversicherte Mütter wurde auf die volle Höhe des Durchschnittsverdienstes der letzten 13 Wochen angehoben, mindestens jedoch zwei RM täglich (d.  pro Woche mindestens 14 RM, was heute etwa 70 EUR entspricht):322 Nichtversicherte Frauen bekamen ihren vollen Lohn weiterbezahlt. Betriebe sollten entweder Betriebskindergärten errichten oder öffentliche Einrichtungen finanziell unterstützen. Ergänzt wurden die Leistungen 1944 noch um ein Stillgeld, das auch Müttern zustand, die nicht versichert oder gar nicht berufstätig waren. Im selben Jahr wurden für Beamtinnen gleichwertige Regelungen getroffen, jedoch fand eine angekündigte Erweiterung des Mutterschutzes auf Bäuerinnen, Hausgehilfinnen, notdienstverpflichtete Frauen und mithelfende Familienangehörige nicht statt. Für jüdische Frauen und solche, die nicht zur „Festigung des deutschen Volkstums“ beitrugen, war kein oder nur ein minimaler Mutterschutz vorgesehen.
Nach dem Ende des Naziregimes wurde das nationalsozialistische Mutterschutzgesetz teilweise aufgehoben. Regional kehrte man zum reichsdeutschen Mutterschutz von 1927 zurück, was zu einer uneinheitlichen Handhabung im Bundesgebiet führte. Der Wegfall bzw. die Verschlechterung des Mutterschutzes fiel ausgerechnet in eine Zeit großer Not:

„In den Städten leben die Abertausende von berufstätigen Müttern, darunter viele Kriegerwitwen, die für sich und ihre Kinder den Lebensunterhalt verdienen müssen. Diese Frauen leben häufig allein oder mit ihren sehr alten Eltern zusammen, für die sie oft noch zu sorgen haben. Die Kräfte dieser Mütter, die schon im Krieg weit überspannt waren, sind heute fast verbraucht.“

Ein einheitliches bundesweites Mutterschutzgesetz wurde erst 1952 verabschiedet.
In der DDR war schon 1950 das Gesetz über den Mutter- und Kinderschutz und die Rechte der Frau in Kraft getreten, das Schutzbestimmungen für werdende Mütter sowohl mit dem Ausbau der Kinderbetreuung als auch mit beruflicher Förderung verband.

### Geschichte des Mutterschutzes in Österreich
Mit der Gewerbeordnungsnovelle von 1885 wurde erstmals zugunsten der Lohnabhängigen in die bestehenden Arbeitsverhältnisse eingegriffen. Neben Arbeitszeitbeschränkungen in Fabriken wurde ein für Industrie und Gewerbe geltendes vierwöchiges Beschäftigungsverbot für Wöchnerinnen nach der Entbindung festgelegt. In dem 1888 in Kraft getretenen Krankenversicherungsgesetz wurde das Wochenbett in die Leistungen miteinbezogen. Den pflichtversicherten Müttern wurde freier geburtshilflicher Beistand sowie für die Dauer des Beschäftigungsverbotes eine Wöchnerinnenunterstützung gewährt, die 60 bis 75 Prozent des ortsüblichen Lohnes betrug. Weil Landarbeiterinnen, Tagelöhnerinnen, Heimarbeiterinnen und Dienstbotinnen damit nicht erfasst waren, betraf die Regelung jedoch nur elf Prozent der Arbeiterinnen.
Zu Beginn der 1890er-Jahre bildete sich die sozialdemokratische Arbeiterinnenbewegung, zu deren zentralen Forderungen der Ausbau des Mutterschutzes zählte. Sie dominierten die politische Auseinandersetzung um den Mutterschutz bis zum Ende der Monarchie, während für die bürgerliche Frauenbewegung Fragen des Mutterschutzes nur geringe Bedeutung hatten. Die Forderungen der Sozialdemokratinnen beinhalteten etwa eine Ausdehnung des Wöchnerinnenschutzes auf alle lohnabhängigen Frauen, Erhöhung des Lohnersatzes auf den durchschnittlichen Taglohn, einen Schwangerenschutz samt Herabsetzung von deren Arbeitszeit auf sechs Stunden sowie Stillprämien als Anreiz zum Stillen. Finanziert sollten die Mehrleistungen durch Zuschüsse des Staates an die Krankenkassen. Weitere diskutierte Ideen waren eine degressive staatliche „Besoldung von Müttern“ bis zum sechsten Geburtstag des Kindes sowie die auch vom deutschen und österreichischen Bund für Mutterschutz geforderte staatlich finanzierte Mutterschaftsversicherung. Im Reichsrat wurden die sozialdemokratischen Anträge mehrheitlich abgelehnt. Ein Regierungsentwurf für ein Sozialversicherungsgesetz, das eine Erhöhung der Wöchnerinnenunterstützung und Stillprämien vorsah, kam nicht über das Entwurfsstadium hinaus. Bis zum Beginn des Ersten Weltkrieges kam es lediglich zu einer Erhöhung des Wochengeldes und Verbesserungen für Arbeiterinnen im Hochbau, im Eisenbahnbau, in Lehm-, Sand- und Schottergruben sowie Steinbrüchen.
Die große Zahl der weiblichen Beschäftigten, stark fallende Geburtenraten und Zunahmen von Früh- und Fehlgeburten sowie der Säuglingssterblichkeit zwangen die Regierung Ende des Ersten Weltkriegs zum Handeln: Das Beschäftigungsverbot nach der Entbindung und die Wöchnerinnenunterstützung wurden auf sechs Wochen verlängert. Darüber hinaus wurde eine Stillprämie im Ausmaß des halben Krankengeldes bis zur zwölften Woche eingeführt. Lediglich als Kann-Bestimmung wurden bis zu vier Wochen Krankengeld für Schwangere festgelegt, wenn sie für diese Zeit vor der Geburt auf Erwerbsarbeit verzichteten. Die Kassen erhielten aber auch das Recht, die Leistungen nur an jene Wöchnerinnen auszuzahlen, die vor der Entbindung mindestens sechs Monate versicherungspflichtig beschäftigt waren.
Mit dem Ende der Monarchie und der Gründung der Ersten Republik setzten sich auch die bürgerlichen Frauen für besseren Mutterschutz ein. Auf Antrag der christlichsozialen Abgeordneten Hildegard Burjan beschloss die konstituierende Nationalversammlung 1919 einen Ausbau des Schutzes von Müttern und Säuglingen ein. Mit dem ebenfalls 1919 geschlossenen Vertrag von Saint-Germain verpflichtete sich Österreich zur Ratifizierung des Washingtoner Übereinkommens über die Beschäftigung von Frauen vor und nach der Niederkunft. Die Krankenversicherungen wurden in mehreren Teilreformen erneuert. Zu den wichtigsten, für den Mutterschutz maßgeblichen Änderungen zählten die 1921 eingeführte sechswöchige „Mutterhilfe“ in Höhe des Krankengeldes für alle versicherten Arbeiterinnen vor der Entbindung und die Versicherung von Heimarbeiterinnen und Hausgehilfinnen in der gesetzlichen Krankenversicherung. 1927 wurde einem „Hineindrängen von Schwangeren in die Versicherung“ mittels einer Anwartefrist ein Riegel vorgeschoben: 26 Wochen versicherungspflichtige Beschäftigung innerhalb des letzten Jahres vor der Entbindung wurden Voraussetzung für den Bezug von Mutterhilfe und Wöchnerinnenunterstützung. Die Lage für arbeitslose Frauen war unklar, weshalb es den Krankenkassen und der Arbeitslosenversicherung bis 1929 möglich war, ihnen die Unterstützung zu verweigern.
Obwohl im Austrofaschismus Familie und Mutterschaft politisch-rhetorisch einen großen Stellenwert hatten, wurden die Mutterschutzregelungen in dieser Zeit nicht erweitert. Nach dem Anschluss an das nationalsozialistische Deutschland wurden im Jahr 1940 die reichsdeutschen Mutterschutzbestimmungen auch in der Ostmark eingeführt, jedoch nur soweit sie günstigere Regelungen enthielten. 1942 folgte das nationalsozialistische Mutterschutzgesetz (siehe dazu oben im Abschnitt Deutschland).
Nach dem Ende des Zweiten Weltkriegs wurde in Österreich das nationalsozialistische Mutterschutzgesetz einfach übernommen und enthielt daher noch bis 1952 Unterschiede im Anspruch zwischen inländischen und ausländischen oder staatenlosen Müttern. 1957 wurde ein vollständig neues Mutterschutzgesetz erlassen.
Von 2009 bis zum Inkrafttreten des Rauchverbots in der Gastronomie am 1. November 2019 hatten schwangere Arbeitnehmerinnen in Gastronomiebetrieben, in denen sie der Einwirkung von Tabakrauch ausgesetzt waren,  einen besonderen Anspruch auf Freistellung von der Beschäftigung (§ 13a Abs. 5 Tabakgesetz).